# 瓦尔韦尔迪 (莫加多鲁)
瓦尔韦尔迪是葡萄牙布拉干萨区的一个堂区。总面积23.97平方公里，总人口196人，人口密度8.2人/平方公里。